# João Fernandes de Oliveira
João Fernandes de Oliveira (Mariana, 1720 — Lisboa, 1779) era um contratador de diamantes na região de Diamantina. Foi o parceiro de Chica da Silva, com quem viveu em concubinato de 1753 a 1770.

## Biografia
O contratador João Fernandes de Oliveira nasceu na Vila Real de Nossa Senhora (atual Mariana), em 1720. Herdou o nome de seu pai e de seu avô, que se mudara para o Brasil ainda novo. Estudou Direito na Universidade de Coimbra e foi consagrado Cavaleiro da Ordem de Cristo, por João V de Portugal. Em 1752 foi nomeado desembargador do Paço.
Um ano depois mudou-se para Arraial do Tijuco para cumprir a função de contratador que o pai conquistara em 1740 junto ao Rei. O termo "contratador" designa aquele que tem o direito de explorar os diamantes concedido pela Coroa. A partir de 1740, a mineração de diamantes passou a ser restrita a quem tivesse contrato com a coroa Portuguesa. Os contratos eram de exclusividade, e quem os tivesse era chamado contratador.
A riqueza do pai, que se mudara para Portugal por volta de 1750, tornou-o financiador da Coroa em episódios como a reconstrução de Lisboa após o devastador Terramoto de 1755 que destruiu a cidade, numa relação que garantiu a renovação do contrato de exploração de diamantes.
João Fernandes foi aos poucos se infiltrando na sociedade diamantinense. Tornou-se padrinho de mulatos, filhos bastardos, escravos e brancos, alimentando uma relação que lhe garantia respeito e aceitação social junto às diversas classes sociais.
Apaixonado pela ex-escrava Chica da Silva, mudou-se em 1753 para a casa que hoje tem o nome da amante. Embora nunca se tenham casado oficialmente, os dois tiveram 13 filhos, todos reconhecidos pelo contratador, num ato incomum para época (os muitos filhos das relações entre patrões e escravas eram registrados sem o nome do pai). Ávido por satisfazer todos os desejos de Chica, manteve um sítio à sua disposição no bairro da Palha. Lá aconteceram grandes festas animadas por orquestras e passeios de barco pelo lago da propriedade.
Entre os grandes feitos de João Fernandes em Diamantina, destaca-se a construção da Igreja Nossa Senhora do Carmo. Projeto inicial da Ordem Terceira do Carmo, acabou por ser financiada apenas pelo contratador, que se desentendera com os outros membros da Irmandade ao escolher um local próximo à Casa do Contrato, onde trabalhava. Uma das curiosidades desta construção é a torre, situada atrás da nave. Duas versões tentam dar conta deste fato: esta alteração permitiria que Chica da Silva frequentasse as missas, já que imperava uma lei que proibia os negros de irem "além das torres", ou a mudança teria sido um pedido da própria Chica, que não queria que o barulho dos sinos a incomodasse em sua casa.
Em 1770, quando o contrato devia ser renovado, o Marquês de Pombal cancelou seu direito de exploração de diamantes. Pressionado pelo Conde de Valadares, então governador de Minas Gerais, o último contratador do Tijuco foi obrigado a partir para Portugal. Este ano marcou ainda a morte de seu pai, que administrava parte da renda obtida em Diamantina. Em Lisboa teve que enfrentar sua madrasta, Isabel Pires Monteiro, que conseguira mudar em seu benefício o testamento do ex-marido. João acabou por pô-la num convento, com modesta pensão e tornou-se senhor da Casa da Lapa, onde o pai morava.
Os quatro filhos de João e Chica foram levados pelo pai para estudar em Portugal, enquanto as filhas ficaram sob cuidado de Chica, em Diamantina. Uma de suas últimas realizações foi a instituição de um Morgado, uma espécie de fundação para cuidar de seus grandes cabedais. Morreu em 18 de março  1779, sem nunca voltar para reencontrar Chica da Silva.